# 佳荣里街道
佳荣里街道是中华人民共和国天津市北辰区下辖的一个街道办事处。

## 行政区划
佳荣里街道下辖以下地区：
佳荣里社区、佳欣里社区、佳安里社区、井田公寓社区、瑞达里社区、佳园新里社区、燕宇艺术家园社区、瑞贤园社区、瑞秀园社区、人民家园社区、星河时代社区、顺通社区和暖金社区。